# Фабіо К'яродія
Фабіо К'яродія (італ. Fabio Chiarodia, нар. 5 червня 2005, Ольденбург) — італійський футболіст, захисник німецького клубу «Боруссія» (Менхенгладбах).
Виступав, зокрема, за клуб «Вердер», а також юнацьку збірну Італії.

## Клубна кар'єра
Народився 5 червня 2005 року в місті Ольденбург. Вихованець юнацьких команд футбольних клубів «Ольденбург» та «Вердер».
У дорослому футболі дебютував 2021 року виступами за команду «Вердер» II, в якій провів два сезони, взявши участь у 9 матчах чемпіонату. 
Своєю грою за цю команду привернув увагу представників тренерського штабу головної команди «Вердера», виступи за яку також 2021 року. Відіграв за бременський клуб наступні два сезони своєї ігрової кар'єри.
До складу клубу «Боруссія» (Менхенгладбах) приєднався 2023 року. Станом на 18 травня 2024 року відіграв за менхенгладбаський клуб 7 матчів у національному чемпіонаті. Також виступає за другу команду.

## Виступи за збірні
У 2019 році дебютував у складі юнацької збірної Італії (U-15), загалом на юнацькому рівні взяв участь у 35 іграх, відзначившись 2 забитими голами.